# CP-Baureihe 2300
Die CP-Baureihe 2300 (portugiesisch UTE 2300) ist eine 1991–1995 produzierte Baureihe von elektrisch betriebenen Triebwagen der portugiesischen Eisenbahn Comboios de Portugal, die ausschließlich im Vorortverkehr von Lissabon (CP Urbanos de Lisboa) eingesetzt wird. Die Baureihe umfasst 42 Fahrzeuge. 1998 folgten zwölf Triebwagen der sehr ähnlichen Nachfolgebaureihe 2400.

## Geschichte

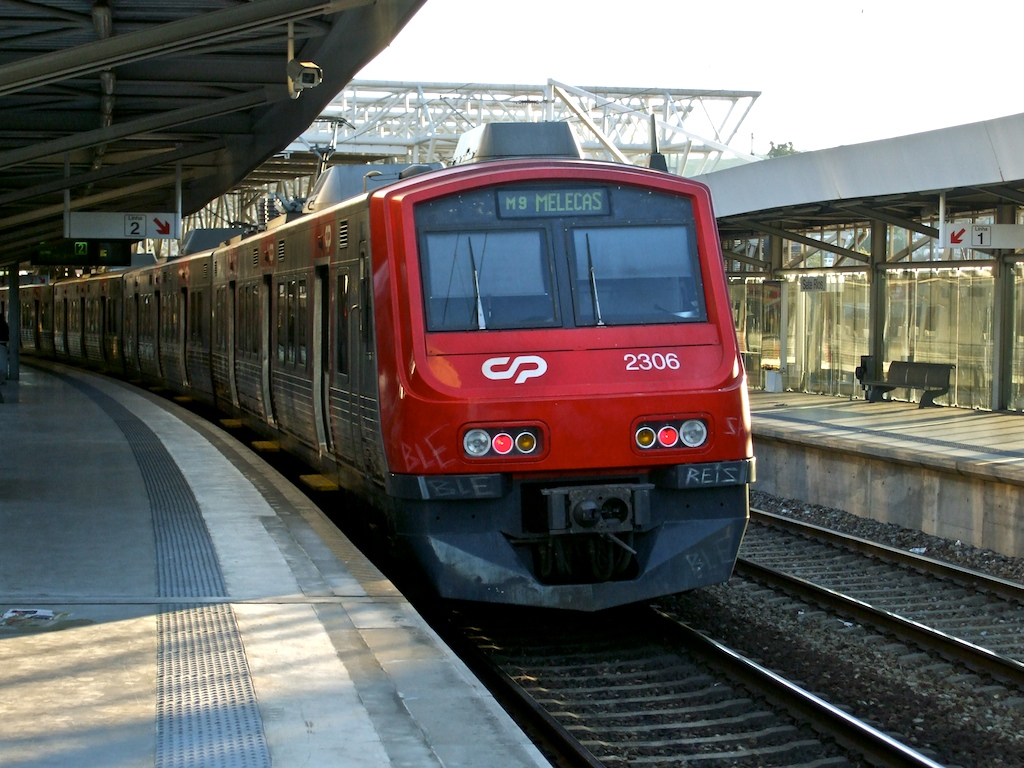
Zug der Baureihe 2300 im Bahnhof Lissabon Sete Rios (2009)

1991 bestellte die staatliche portugiesische Eisenbahngesellschaft Caminhos de Ferro Portugueses (heute Comboios de Portugal) beim deutschen Schienenfahrzeughersteller Siemens 42 Triebwagen einer neu zu produzierenden Baureihe für den Vorort. Geplant war der Einsatz der neuen Fahrzeuge ausschließlich für die Linha de Sintra, die stark genutzte Vortbahnstrecke zwischen Lissabon, den Lissabonner Vororten (vor allem Amadora) und dem Küstenort Sintra. Ziel war es vor allem Altbauzüge der Baureihen 2000, 2050 und 2080 außer Betrieb nehmen zu können.
Der Vertrag zwischen der CP und Siemens umfasste einen Wert von 440 Millionen Deutscher Mark, die Fahrzeuge sollte ab 1991 innerhalb von fünf Jahren ausgeliefert werden, das erste Fahrzeug 1992. Des Weiteren sah der Vertrag vor, dass die Wagenkästen und Drehgestelle bei der portugiesische Sorefame gebaut werden sollten, sowie mindestens ein Drittel der von Siemens gelieferten technischen Ausrüstung in Portugal produziert sein sollten. Das Lastenheft sah vierteilige Züge mit zwei motorlosen Mittelwagen vor.
Die ersten Probefahrten für die neuen von Siemens/Sorefame gebauten Züge fanden 1992 statt, das erste Fahrzeug ging noch im gleichen Jahr in Betrieb.
1998 bestellte die Staatsbahn eine baugleiche Nachfolgebaureihe für die Baureihe 2300, die Baureihe 2400. Sie unterscheiden sich nur durch die zusätzliche Klimatisierung.

## Ausstattung

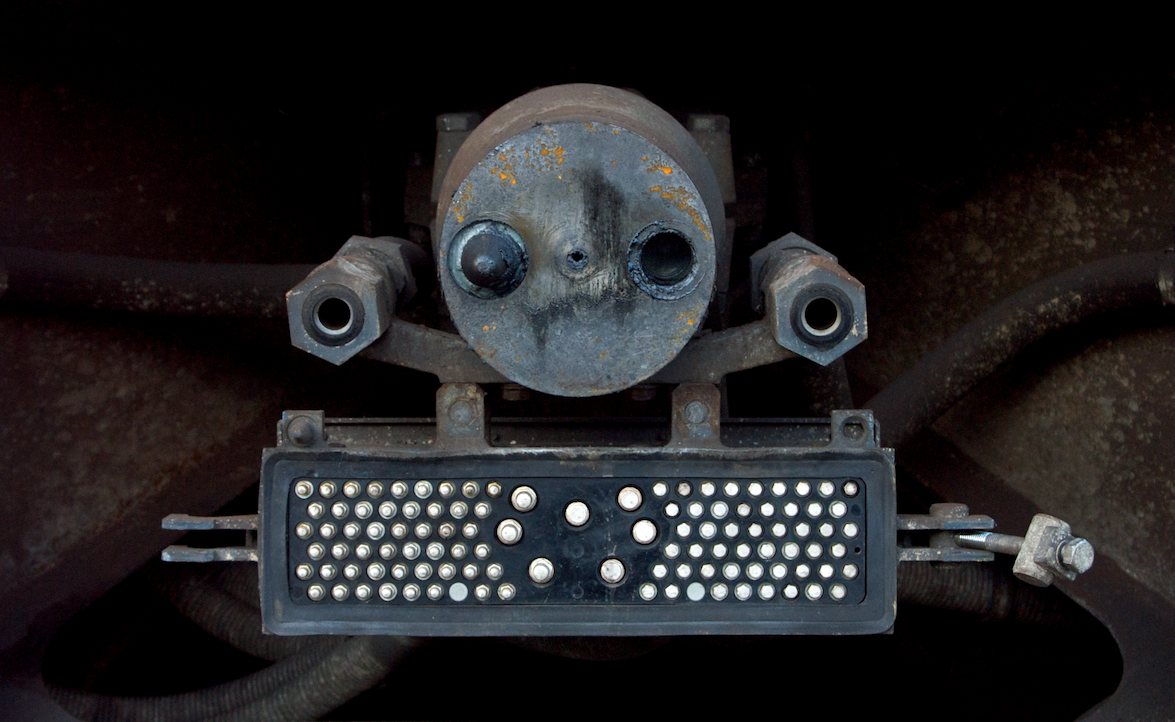
Detail der Zugkupplung

Ein Zug der Baureihe 2300 besteht aus zwei Motorwagen mit Führerstand und zwei nicht-motorisierten Beiwagen. Die Wagenkästen bestehen aus rostfreiem Stahl, die Führerstand sind mit Glasfaser-Fenster ausgestattet. In Anlehnung an die Vorgängerbaureihen 2000/2050/2080 wurde auch diese Baureihe mit karminrotem Zierstreifen und Triebwagenköpfen ausgeführt.
Der Innenraum der Züge ist breit und viel Stehplatz ausgestattet, um dem Massenverkehr auf der Sintra-Strecke, einer der meistbefahrenen Vorortbahnstrecken Portugals, gerecht zu werden. Jeder Wagen verfügt über drei 1300 mm breite Türen auf jeder Seite.
Aufgrund des Nahverkehrscharakters der Züge besitzen diese keine Toiletten. Es gibt ausschließlich Wagen der zweiten Wagenklasse.

## Einsatzgebiet
Seit 1992, seitdem die portugiesische Staatsbahn über die Züge der Baureihe 2300 verfügt, wurden diese praktisch ausschließlich auf der Strecke zwischen Lissabon und Sintra (Linha de Sintra) eingesetzt. Aufgrund der hohen Nachfrage auf der Strecke fahren die Triebwagen meist in Doppeltraktion und bieten so gut 600 Sitzplätze und über 1000 Stehplätze.
Im Zuge der Nachfragesteigerung auf anderen Vorortstrecken Lissabons setzte der Lissaboner Geschäftsbereich der Staatsbahn – CP Urbanos de Lisboa – die Züge ab den 2000ern Jahren auf anderen Strecken ein. So fahren inzwischen Züge der Baureihe auf der Linha de Azambuja (Linienbezeichnung für Teil der Linha do Norte/Linha de Cintura zwischen Azambuja—Alcântara). Seit der Elektrifizierung der Linha do Sado (Linienbezeichnung für Teil der Linha do Alentejo/Linha do Sul zwischen Barreiro–Praias do Sado A) im Jahr 2008 werden die Züge dieser Baureihe auch auf dem anderen Ufer des Tejos (Margem Sul do Tejo) eingesetzt.

## Weblinks

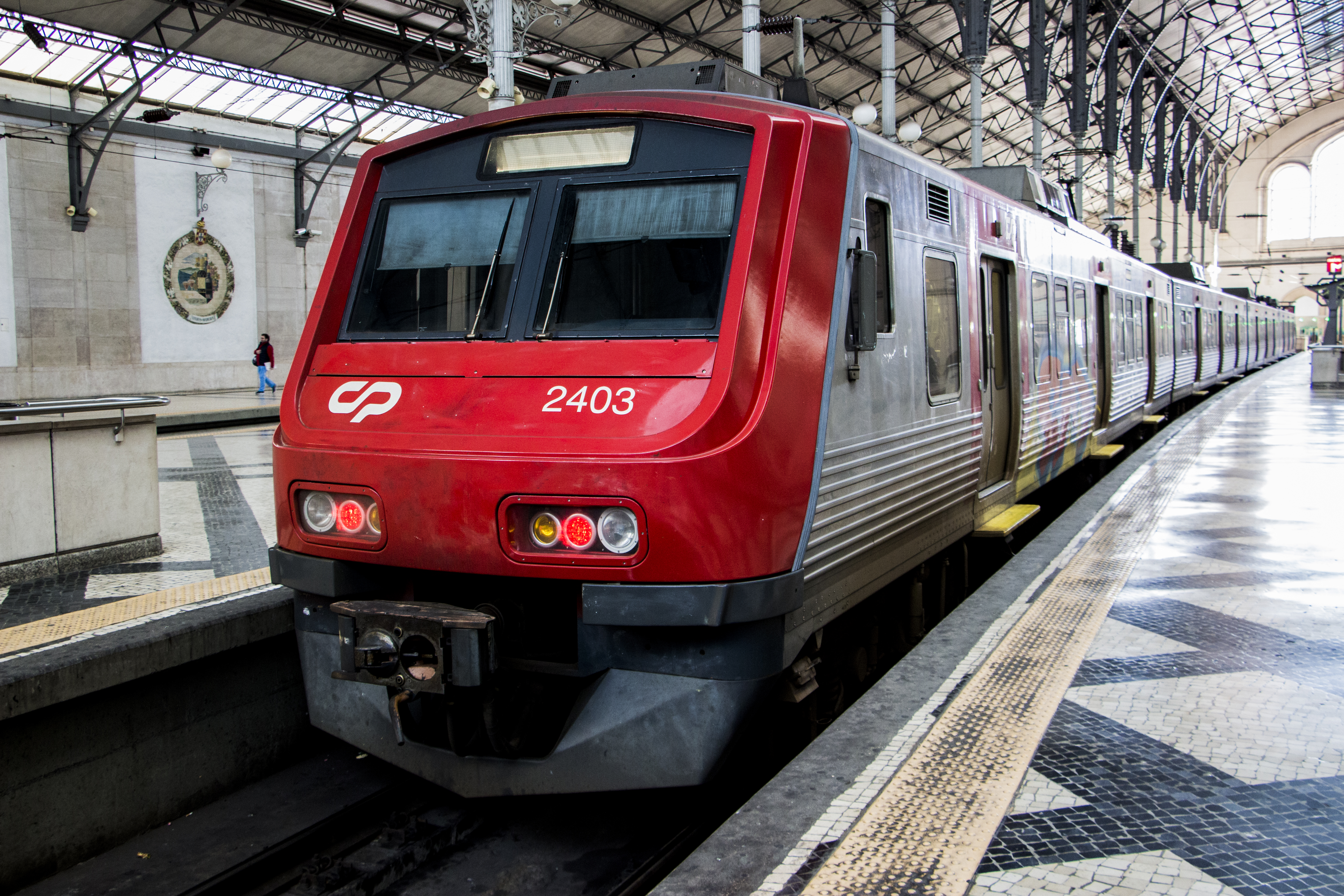
Triebwagen im Bahnhof Lissabon Rossio
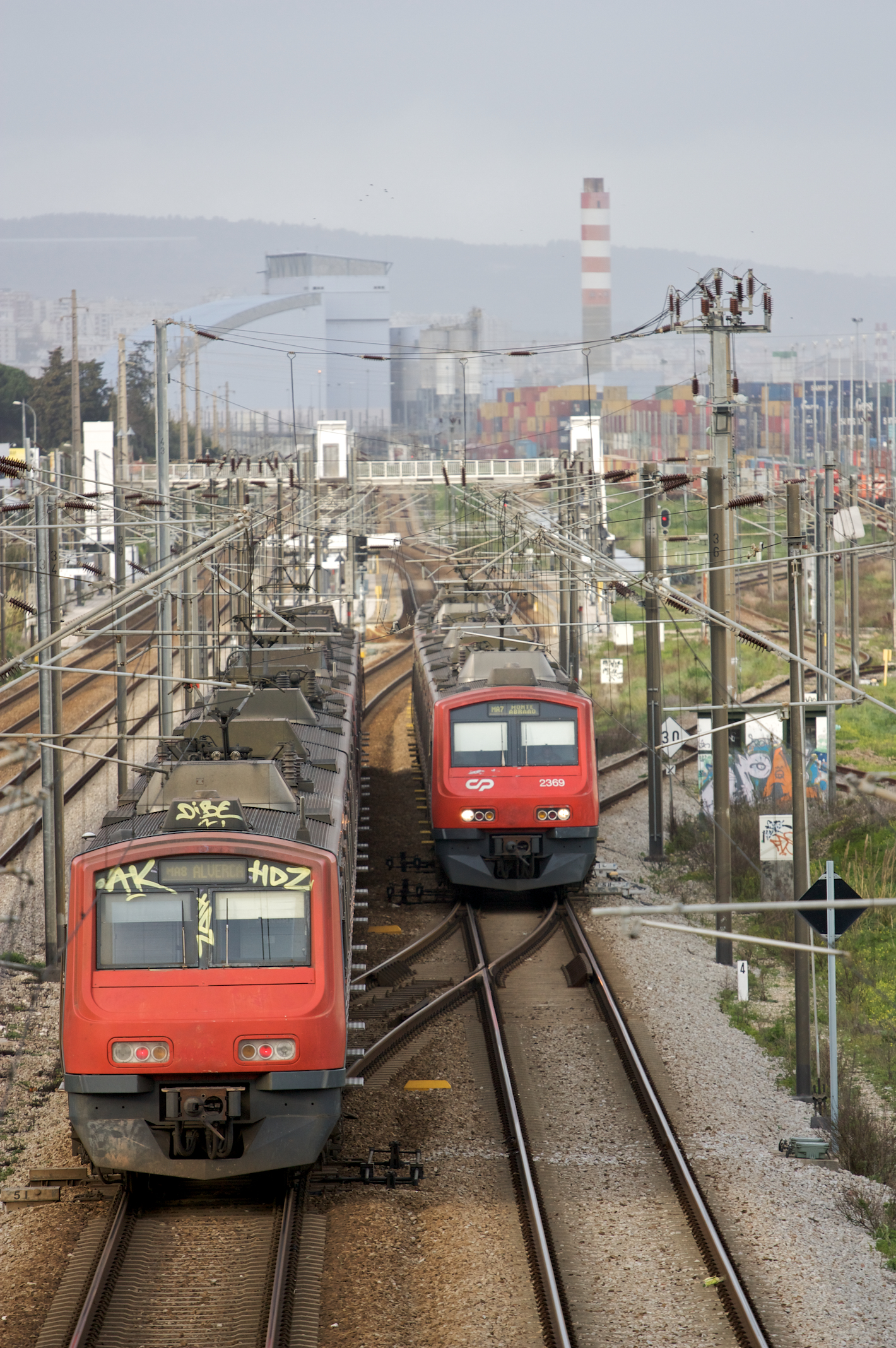
Zwei Züge der Baureihe bei Bobadela
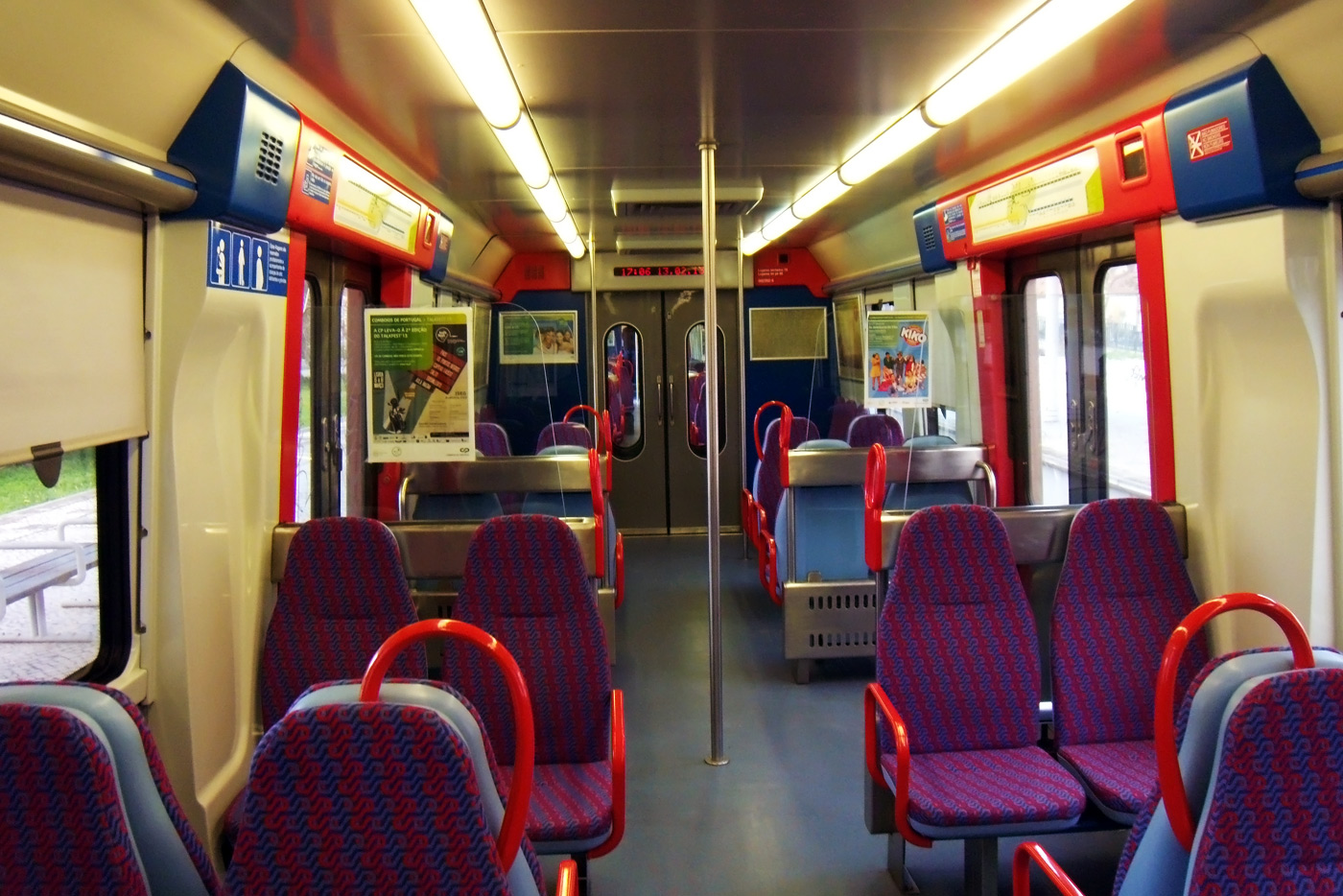
Innenraum
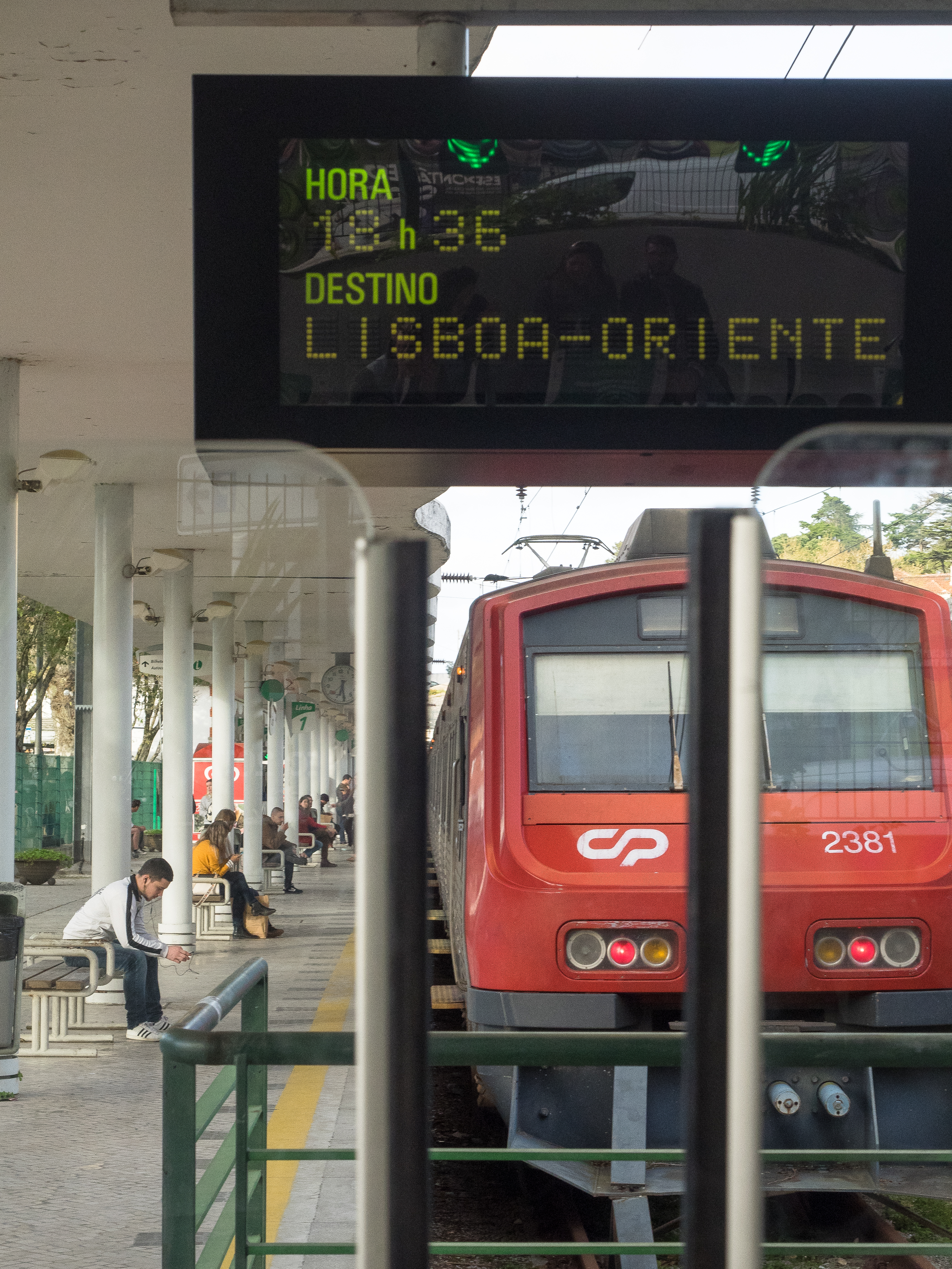
Zug am Bahnhof Sintra
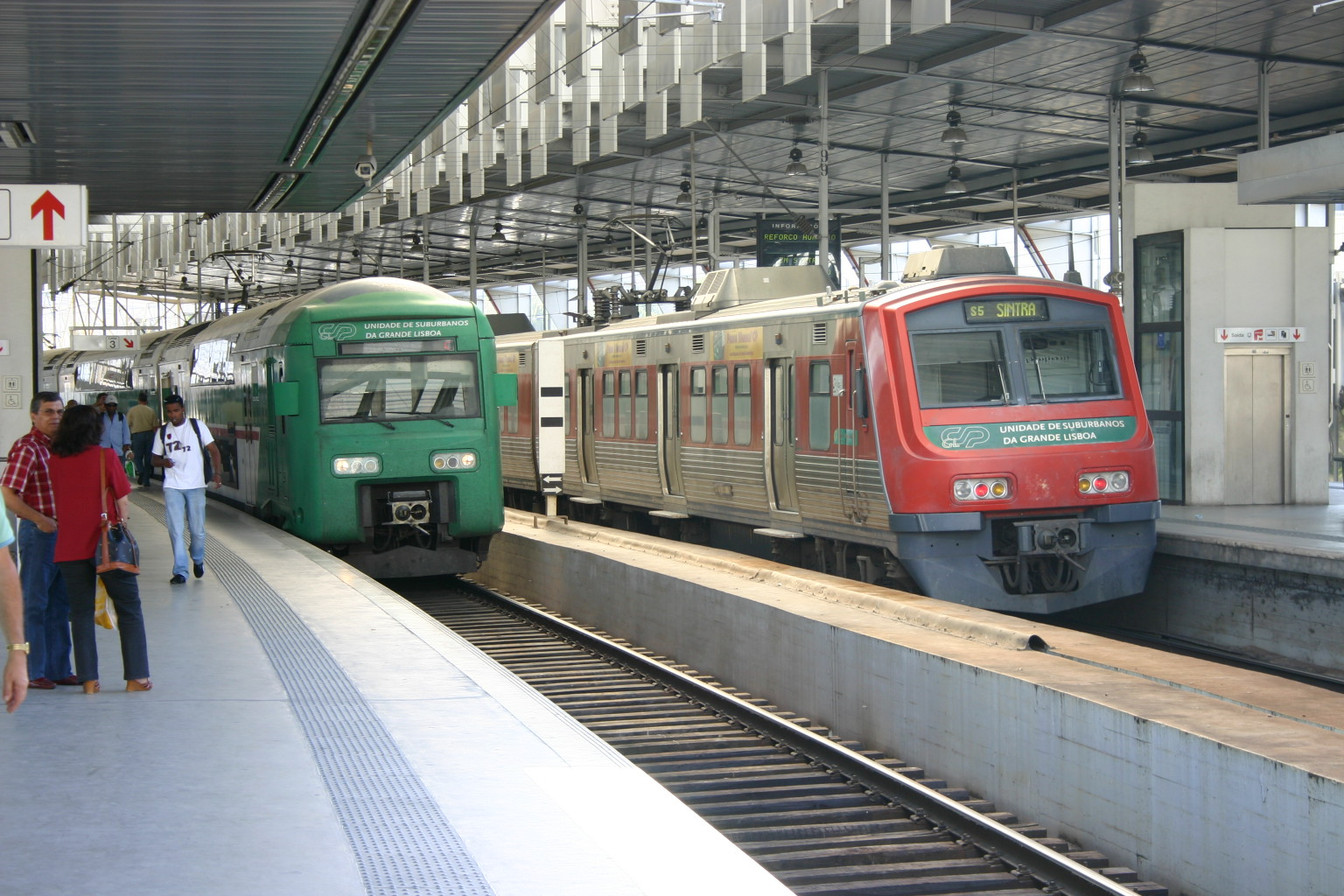
Zug im Bahnhof Entrecampos
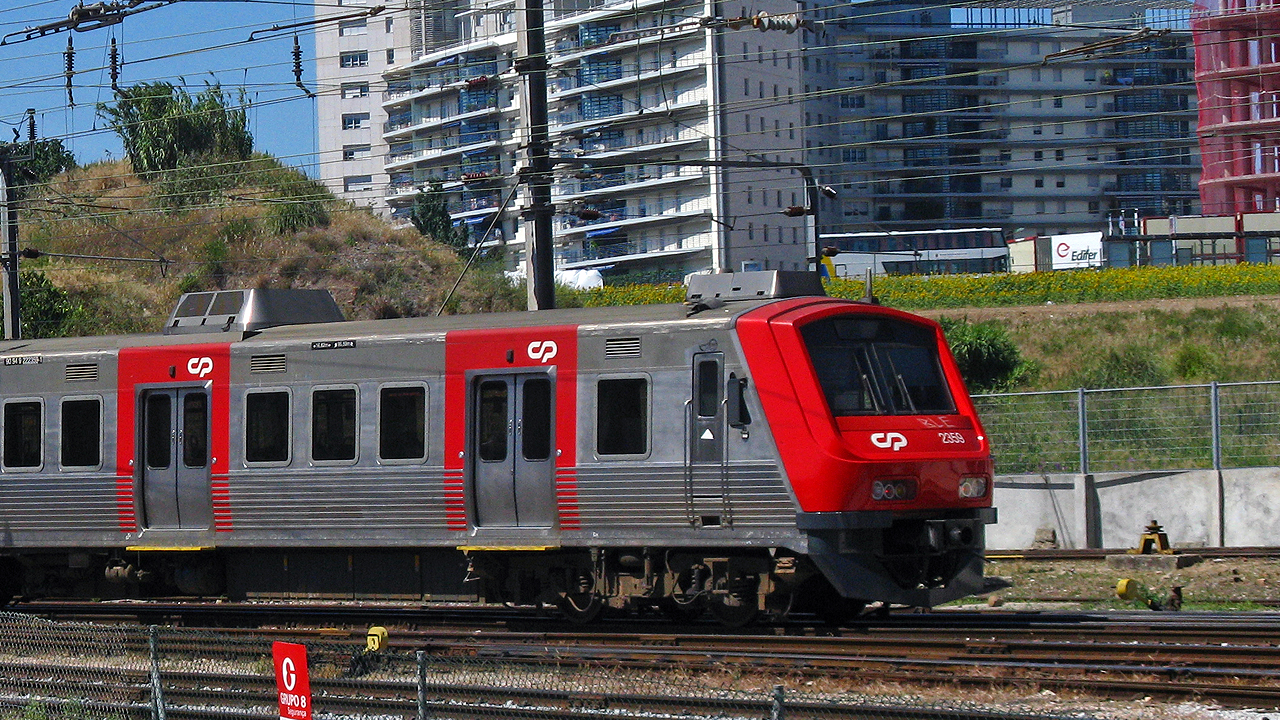
Zug bei Campolide